# Henri I. d’Orléans-Longueville

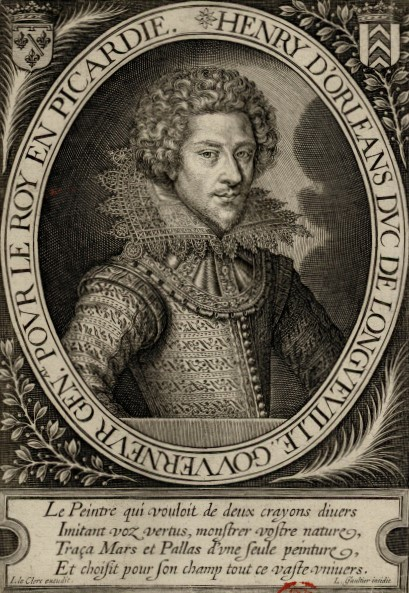
Henri I. d’Orléans-Longueville

Henri I. d’Orléans (* 1568; † 29. April 1595 in Amiens) war ein französischer Adliger und Militär. Er war Herzog von Longueville, Graf von Neuenburg und Valangin, Graf von Dunois, Graf von Tancarville etc., Pair von Frankreich und Großkammerherr von Frankreich unter König Heinrich IV.

## Leben
Henri I. war der dritte Sohn, der älteste überlebende, von Léonor d’Orléans (1540–1573), Herzog von Longueville etc., und Marie de Bourbon (1539–1601), Herzogin von Estouteville etc. 1573 folgte er seinem Vater als Herzog von Longueville, Graf von Dunois und Tancarville etc., sowie ohne Widerspruch als souveräner Graf von Neuenburg, Graf von Valangin etc.
Henri I. d’Orléans heiratete am 28. Februar 1588 im Louvre Catherine de Gonzague (* 21. Januar 1568; † 1. Dezember 1629 in Paris), Tochter von Luigi Gonzaga und Henriette de Clèves, Herzogin von Nevers.
Als Gouverneur der Picardie wurde er von König Heinrich III. gebeten, der Stadt Senlis an der Oise zu Hilfe zu eilen, die im Mai 1589 unter dem Kommando von François de La Noue stand und von einer mehr als 10.000 Mann starken Armee der Katholischen Liga unter Charles d’Aumale belagert wurde. Longueville konnte die Stadt, die schlecht mit Lebensmitteln und Munition versorgt war, aber nicht erreichen, ohne den Katholiken eine Schlacht zu liefern. Obwohl Longueville nur über 3000 bis 4000 Mann verfügte, behielt er die Oberhand, wobei bei den Belagerern mehr als 2000 Mann fielen, 1400 bis 1500 Mann in Gefangenschaft gerieten und die gesamte Artillerie und der Tross verloren ging. Dieser Sieg versetzte Heinrich III. in die Lage, Paris zu belagern, dessen Eroberung zum Ende der Liga geführt hätte. Nach Ansicht von Saint-Foix sahen Charles de Mayenne und Aumale keinen Ausweg mehr, als ein Attentat auf den König. Heinrich III. wurde Anfang August 1589 durch Jacques Clément, einen Anhänger der Liga, ermordet.
Als nach dem Tod Heinrichs III. Heinrich von Navarra ihm als Heinrich IV. auf dem Thron folgte, stellten sich die großen Städte des Landes auf die Seite der Liga und ihrem Anführer Mayenne. Henri de Longueville stand loyal zu Heinrich IV., der ihm das Kommando über seine Streitkräfte in der Picardie anvertraute und ihn zu seinem Großkammerherrn machte. Im September 1589 kämpfte Longueville in der Schlacht bei Arques gegen die Armee de Liga unter Mayenne, in der er ebenfalls siegte.
Heinrich IV. ernannte Longueville am 7. Januar 1595 zum Ritter im Orden vom Heiligen Geist. Kurz darauf erlag er Kopfverletzungen, die er bei den Feiern zur Eroberung von Dourlers durch die Entladung einer Muskete bei einer Salve zu seinen Ehren erlitten hatte. Henri I. d’Orléans wurde in Châteaudun bestattet.
Das einzige Kind von Henri I. d’Orléans und Caterina Gonzaga war der nur wenige Tage vor Henris Tod geborene Henri II. Caterina Gonzaga, die ihren Ehemann um knapp 34 Jahre überlebte, wurde im Karmelitenkloster Paris bestattet.
In der Literatur des 17. und 18. Jahrhunderts wird Longuevilles Tod als Mordanschlag gewertet. Die Princesse de Conti schreibt zum Beispiel:

« Mademoiselle d’Estrées écoutoit le Duc de Longueville, en recevoit des Lettres et y répondoit. Ce jeune Prince, au bout des quelque temps, ne voilant pas s’exposer à perdre les bonnes graces du Roi qui alloit revenir, dit à cette Favorite, qu’il ne cesseroit jamais de l’aimer, mais qu’il falloit être très-circonspects à l’avenir, et qu’il seroit même prudent de se rendre réciproquement les Lettres qu’ils s’étoient écrites. Ils se donnerent un rendez-vous, où elle lui remit toutes celles qu’elles avoit reçues de lui ; il n’eut pas la même bonne foi ; il garda une partie de celles qu’il en avoit reçues, et sur-tout les Lettres qui parloient le plus clairement, elle fut indignée de cette fourberie, et tâcha depuis ce temps-là de lui rendre de mauvais offices auprès de Henri IV ; et tout le monde crut qu’elle avoit enfin trouvé le moyen de se défaire de lui, par une mousquetade qu’il reçut dans la tête à l’entrée d’une ville »

„Mademoiselle d’Estrées erhörte den Herzog von Longueville, erhielt Briefe von ihm und antwortete darauf. Dieser junge Prinz, der sich nach einiger Zeit nicht dem Verlust der Gnade des Königs, der zurückkehren sollte, aussetzen wollte, sagte zu dieser Favoritin, dass er nie aufhören werde, sie zu lieben, dass er aber in Zukunft sehr umsichtig sein müsse und sogar darauf bedacht sein werde, die Briefe, die sie einander geschrieben hatten, zurückzugeben. Sie vereinbarten einen Termin, bei dem sie ihm alle überreichte, die sie von ihm erhalten hatte; er hatte nicht die gleiche Ehrlichkeit, er behielt einige von denen, die er erhalten hatte, und besonders die Briefe, die am deutlichsten sprachen; sie war empört über diesen Betrug und hat sich seitdem bemüht, ihn bei Heinrich IV. schlecht zu machen; und alle dachten, sie hätte endlich einen Weg gefunden, ihn loszuwerden, durch einen Musketenschuss, den er am Eingang einer Stadt in den Kopf bekam.“

Saint-Foix schreibt aber auch:

« Gabrielle d’Estrées avoit une ame douce et incapable d’un crime. D’autres ont écrit, et cela me paroît plus vraisemblable, que le Marquis d’Humieres ayant surpris quelques Lettres de sa femme et du Duc de Longueville, fit assassiner ce Prince ; il est certain qu’à-peu-près dans ce temps-là, ce mari, qui devenoit furieux au moindre sujet de jalousie, étrangla sa femme, Magdelaine d’Ongnies, avec ses propres cheveux »

„Gabrielle d’Estrées hatte eine sanfte Seele, die zu Verbrechen unfähig war. Andere haben geschrieben, und dies scheint mir wahrscheinlicher, dass der Marquis d’Humières, nachdem er einige Briefe seiner Frau und des Herzogs von Longueville entdeckt hatte, diesen Prinzen ermorden ließ; es ist sicher, dass dieser Ehemann, der beim geringsten Eifersuchtsthema wütend wurde, um diese Zeit seine Frau Madeleine d’Ongnies mit ihren eigenen Haaren erwürgte.“